# Warta Zawiercie
Warta Zawiercie – wielosekcyjny (od 1932 roku) klub sportowy z Zawiercia. Obecnie (stan na 2020) funkcjonują niezależne od siebie kluby: KP Warta Zawiercie (piłka nożna), JSP Warta Zawiercie (piłka nożna) i Aluron CMC Warta Zawiercie (piłka siatkowa). W przeszłości funkcjonowały również sekcje hokeja na lodzie, tenisa stołowego, tenisa ziemnego, piłki ręcznej, szachów, koszykówki, lekkoatletyki, podnoszenia ciężarów, kolarstwa torowego, łucznictwa i hokeja na trawie.

## Sekcje

### Piłka nożna
Pomysł założenia piłkarskiego klubu w Zawierciu zrodził się w 1920 roku z inicjatywy Seweryna Gębarskiego i Władysława Millera. Projekt zyskał zwolenników i rok później założono piłkarski zespół, który przyjął nazwę od przepływającej przez miasto rzeki Warty. Gracze pierwszej drużyny występowali w strojach biało-czerwonych. Skład drużyny w 1921 roku przedstawiał się następująco: Putowski – B. Pilarz, H. Pilarz – Cencel, B. Szwaradzki, Miedziński – Bronner, Miller, F. Szwaradzki, Berhardt, Janczary.
Do 1926 roku Warta Zawiercie występowała w rozgrywkach klasy B i A podokręgu zagłębiowskiego. W roku 1930 klub zdobył mistrzostwo klasy A okręgu kieleckiego i uczestniczył w pierwszej rundzie baraży o I ligę, odpadając po barażach z AKS Królewska Huta (6:3, 2:7) i Wawelem Kraków (0:4, 2:2). W 1932 roku Warta ponownie została mistrzem klasy A, odpadając następnie w barażach z Podgórzem Kraków (2:2, 0:2) i 1. FC Katowice (2:5, 2:6).
W trakcie II wojny światowej klub zaprzestał działalności, a w 1945 roku został wskrzeszony z inicjatywy przedwojennego gracza Warty, Mariana Merty. W 1949 roku Warta Zawiercie awansowała do klasy A, a w 1952 roku zdobyła mistrzostwo grupy. W 1953 roku klub zdobył trzecie miejsce w klasie A, natomiast w 1956 – drugie. W 1957 roku Warta uczestniczyła w meczach w ramach Ligi Zagłębiowskiej, zajmując piąte miejsce (za Victorią Częstochowa, Rakowem Częstochowa, Zagłębianką Dąbrowa Górnicza i AKS Niwka). W sezonie 1962/1963 klub został wicemistrzem III ligi zagłębiowskiej, za Górnikiem Sosnowiec (po barażu przegranym 2:3). Rok później natomiast został mistrzem ligi i wystąpił w barażach o II ligę, gdzie zajął ostatnie miejsce w grupie II, za Victorią Jaworzno, Dębem Katowice, Starem Starachowice i Resovią Rzeszów. Skład klubu w sezonie 1963/1964 był następujący: Wawrzynek – Drąg-Kazek, Masłowski, Janczewski, Kuśmierski, Łukowiak, Góralczyk, Kęcki, Tyszczak, Florczyk, Kwoczała, Wierbiński, Rak, Kozieł, Rogoń. Przez trzy sezony z rzędu, w latach 1962–1964, Warta Zawiercie występowała na szczeblu centralnym Pucharu Polski. W sezonie 1963/1964, po wyeliminowaniu Garbarni Kraków (1:0) i Stara Starachowice (4:3), klub dotarł do 1/16 finału, gdzie uległ 0:2 Gwardii Warszawa.

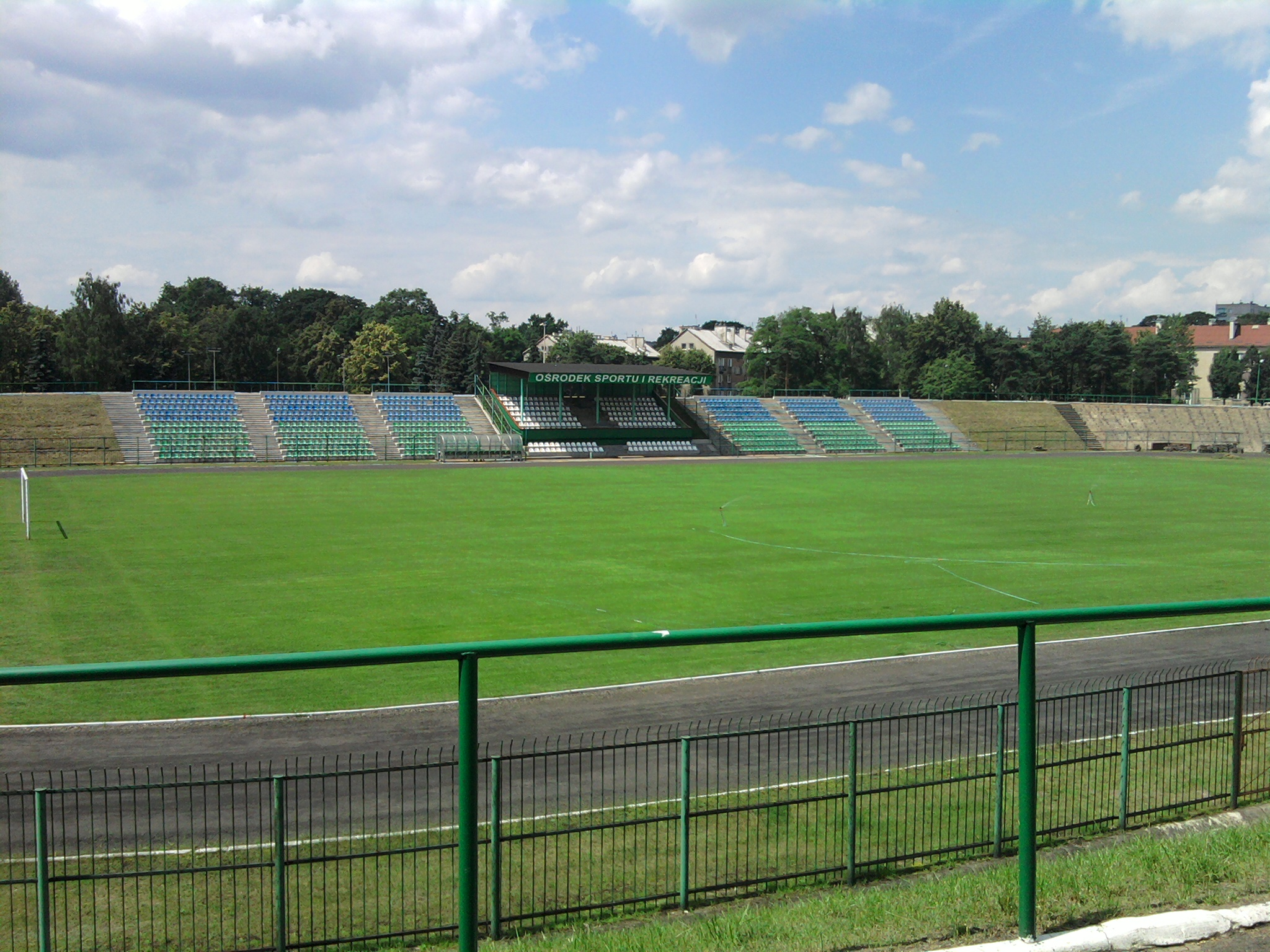
Stadion 1000-lecia Państwa Polskiego, na którym mecze rozgrywa KP Warta Zawiercie

W 1966 roku Warta Zawiercie zmieniła stadion. Używany od 1936 obiekt przy ulicy Senatorskiej zastąpił Stadion 1000-lecia Państwa Polskiego. W tym samym roku zatwierdzono nowy statut klubu, otwierający możliwość finansowania klubu przez wszystkie zawierciańskie zakłady w miejsce jedynego dotychczasowego sponsora – Odlewni Żeliwa.
W 1968 roku Warta spadła do klasy A, w której w sezonie 1968/1969 awansowała do ligi śląskiej. W sezonie 1970/1971 klub ponownie uległ relegacji, a kolejny awans z klasy A wywalczył w sezonie 1972/1973. W 1976 roku zespół zdobył pierwsze miejsce w klasie regionalnej. 29 września 1979 roku doszło do fuzji MKS Warta Zawiercie oraz KS Włókniarz Zawiercie, powołując w lutym 1980 roku MRKS Warta Zawiercie. W 1983 roku klub spadł do klasy terenowej, w której grał do 1989 roku, z wyjątkiem sezonu 1985/1986 (klasa okręgowa). W roku 1988/1989 ponownie awansowano do klasy okręgowej. W sezonie 1991/1992 Warta Zawiercie zdobyła pierwsze miejsce w klasie okręgowej (grupa I), awansując do ligi śląskiej. Z ligi tej klub spadł w sezonie 1994/1995. W sezonie 1997/1998 Warta zajęła pierwsze miejsce w klasyfikacji klasy okręgowej i wywalczyła awans do IV ligi. Beniaminek z Zawiercia w sezonie 1998/1999 zdobył pierwsze miejsce i awansował do III ligi. Sezon 1999/2000 klub zakończył na dziesiątym miejscu. Rok później Warta zajęła 18 miejsce i spadła z ligi. W sierpniu 2001 roku z powodów finansowych klub został postawiony w stan upadłości i zlikwidowany.
W 2004 roku klub został reaktywowany, a w sezonie 2006/2007 przystąpił do rozgrywek klasy B. Po rundzie jesiennej zespół został jednak wycofany z rozgrywek. Drużynę seniorów ponownie reaktywowano w 2009 roku, jako Jurajską Szkółkę Piłkarską Warta Zawiercie. Zespół w pierwszym sezonie awansował do klasy A. W 2011 roku nastąpiła zmiana nazwy na KP Warta Zawiercie. W sezonie 2011/2012 zespół awansował do klasy okręgowej, zaś w sezonie 2015/2016 – do czwartej ligi.
W 2015 w ramach JSP Warta Zawiercie Wojciech Freihofer założył żeńską drużynę piłkarską. Klub wziął udział w III lidze, w której w sezonie 2015/2016 zajął ósme miejsce. Po sezonie zespół został rozwiązany. W 2017 roku reaktywowano seniorski zespół mężczyzn JSP Warta, który rozpoczął rozgrywki od klasy B.

### Piłka siatkowa
W 1972 roku powstała sekcja siatkarska Warty Zawiercie. W 1974 roku siatkarze klubu awansowali do ligi okręgowej. Rok później Warta spadła z ligi okręgowej, ponownie awansując do niej w 1976 roku. W roku 1984 Warta Zawiercie awansowała do klasy międzywojewódzkiej. W sezonie 1985/1986 Warta zajęła w lidze drugie miejsce, za Górnikiem Radlin, co uprawniało ją do udziału w barażach o II ligę, w których jednak odpadła. W sezonie 1991/1992 Warta zajęła trzecie miejsce w lidze międzywojewódzkiej, zaś sezon później – pierwsze. Dzięki temu klub mógł grać w barażach o awans do II ligi. W półfinałach Warta grała z Pocztowcem Poznań (3:1), Żuławami Nowy Dwór Gdański (3:0) i AZS Collage Legnica (0:3). W turnieju finałowym zawierciańscy siatkarze zajęli pierwsze miejsce, wygrywając z Gwardią Szczytno (3:1), Stoczniowcem Gdańsk i Okocimskim Brzesko (3:0). Dało to Warcie awans do II ligi. W 1993 roku sekcja siatkarska Warty Zawiercie została przejęta przez Centralę Techniczno-Handlową. W sezonie 1993/1994 drużyna Warty zajęła drugie miejsce w II lidze, za Rakowem Częstochowa. W sezonie 1994/1995 Warta była trzecia. Po sezonie wskutek problemów finansowych drużyna została wycofana z II ligi, a następnie przejęta przez TKKF Stadion Este. Nowy zespół przyjął nazwę TKKF Zawiercie, a w 1997 roku został rozwiązany.

W 2011 roku, z inicjatywy prezesa firmy Aluron, Kryspina Barana, reaktywowano siatkarską drużynę Warty Zawiercie. W sezonie 2012/2013 klub awansował do drugiej ligi. W sezonie 2013/2014 Warta Zawiercie awansowała do turnieju finałowego II ligi. W podgrupie B klub wygrał z Caro Rzeczyca (3:0) i Victorią Wałbrzych (3:2), natomiast w finale ograł Karpaty Krosno (3:1) i awansował do pierwszej ligi. Sezon 2014/2015 siatkarze z Zawiercia zakończyli na dziesiątym miejscu. Ponadto w trakcie trwania rozgrywek nowym sponsorem tytularnym została firma Virtu. W sezonie 2015/2016 Warta Zawiercie zajęła szóste miejsce w lidze.
Rundę zasadniczą sezonu 2016/2017 Warta Zawiercie zakończyła na drugim miejscu, za Ślepskem Suwałki. W fazie play-off klub wygrał z Krispolem Września (3:0, 3:0) i Stalą AZS Nysa (3:2, 3:1), zaś w rywalizacji o pierwsze miejsce okazał się lepszy od Ślepska (0:3, 3:2, 3:0, 1:3, 3:2). Następnie zawierciański klub rozegrał z AZS Częstochowa baraż o awans do PlusLigi. Warta wygrała w rywalizacji 3:1 (3:0, 1:3, 3:2, 3:0) i awansowała do najwyższej klasy rozgrywkowej. Pierwszy sezon w PlusLidze zawierciańscy siatkarze, trenowani przez Emanuele Zaniniego, zakończyli na dziewiątym miejscu, pokonując w fazie play-off Cerrad Czarnych Radom. Do zawodników Warty należeli wówczas m.in. Grzegorz Bociek, David Smith oraz Taichirō Koga. W sezonie 2018/2019 Warta Zawiercie zajęła czwarte miejsce w fazie play-off, a w dalszej części rozgrywek pokonała Czarnych Radom oraz uległa ZAKSie Kędzierzyn-Koźle i Jastrzębskiemu Węglowi. Te wyniki umożliwiły klubowi zajęcie czwartego miejsca w lidze. W Pucharze Polski Warta zwyciężyła Czarnych Radom, a w półfinale rozgrywek przegrała z ZAKSą Kędzierzyn-Koźle. Po zakończeniu sezonu nastąpiła zmiana nazwy klubu na Aluron Virtu CMC Zawiercie. W Pucharze Challenge klub pokonał Chebyr Pazardżik, ulegając w 1/8 finału Spor Toto. Natomiast w lidze zespół zajął dziesiąte miejsce.

### Piłka ręczna
W 1963 roku, z inicjatywy Jana Ciastka, utworzono sekcję piłki ręcznej Warty Zawiercie. Mecze rozgrywano na boisku przy ul. Senatorskiej, a następnie w hali OSiR. W 1967 roku klub awansował do klasy A. W sezonie 1980/1981 Warta zajęła trzecie miejsce w klasie okręgowej. W połowie lat 80. szczypiorniści Warty awansowali do klasy międzywojewódzkiej. Po spadku w sezonie 1986/1987 wrócili do klasy międzywojewódzkiej rok później. Sekcja piłki ręcznej została rozwiązana w 1991 roku.

### Hokej na lodzie
Sekcję hokeja na lodzie powołano w 1947 roku. Mecze były rozgrywane na lodowisku przy ul. Senatorskiej, przy boisku piłkarskim. Hokeiści Warty grali w grupie między innymi z Górnikiem Murcki II Katowice, Unią Myszków i Budowlanymi Częstochowa. Z powodu trudności (terminy meczów, brak sprzętu) sekcja została rozwiązana w 1956 roku.

### Tenis stołowy
W wyniku fuzji Warty Zawiercie z Włókniarzem w 1979 roku, Warta przejęła sekcję tenisa stołowego Włókniarza. Wystawiane były drużyny: męska i żeńska, obie występujące w III lidze. W sezonie 1987/1988 tenisistki awansowały do II ligi. Obie drużyny zostały zlikwidowane w 2001 roku.

### Tenis ziemny
Założycielem sekcji tenisa ziemnego był Zbigniew Wnuk. Sekcja została zarejestrowana w 1975 roku, a treningi i starty rozpoczęły się rok później. W 1999 roku drużyna Warty zajęła trzecie miejsce w klasie regionalnej, powtarzając ten wynik rok później. W 2001 roku natomiast Warta zajęła drugie miejsce. W tym samym roku nastąpiło wykreślenie Warty Zawiercie z ewidencji Polskiego Związku Tenisowego i rozwiązanie sekcji.

### Szachy
W 1978 roku powołano sekcję szachową Warty Zawiercie, której kierownikiem został Seweryn Laber. Sekcja organizowała spartakiady, symultany oraz turnieje, w tym (w latach 1981–1986) Szachowe Dni Zawiercia. W 1983 roku szachiści Warty awansowali do III ligi wojewódzkiej. Sekcja szachów została rozwiązana w 1986 roku z powodu braku pieniędzy.

### Inne sekcje
Przed II wojną światową w ramach klubu funkcjonowała sekcja lekkoatletyczna. W latach 1950–1990 powstały takie sekcje, jak: koszykówki, podnoszenia ciężarów, kolarstwa torowego, łucznictwa i hokeja na trawie. Sekcja hokeja na trawie kobiet zdobyła w 1985 roku wicemistrzostwo Polski juniorek.

## Prezesi
Opracowano na podstawie materiału źródłowego

## Nazwy
- 1921–1951: Klub Sportowy Warta Zawiercie
- 1951–1955: Zakładowy Klub Sportowy Stal Zawiercie
- 1955–1965: Klub Sportowy Warta Zawiercie
- 1965–1980: Międzyzakładowy Klub Sportowy Warta Zawiercie
- 1980–1991: Międzyzakładowy Robotniczy Klub Sportowy Warta Zawiercie
- 1991–2001: Miejski Klub Sportowy Warta Zawiercie

Piłka nożna:
- 2004–2006: Klub Sportowy Warta Zawiercie
- 2009–2011: Jurajska Szkółka Piłkarska Warta Zawiercie
- od 2011: Klub Piłkarski Warta Zawiercie

Piłka siatkowa:
- 1993–1995: Klub Sportowy CTH Warta Zawiercie
- 2011–2014: Klub Siatkarski Aluron Warta Zawiercie
- 2014–2019: Klub Siatkarski Aluron Virtu Warta Zawiercie
- 2019–2020: Klub Siatkarski Aluron Virtu CMC Zawiercie
- od 2020: Klub Siatkarski Aluron CMC Warta Zawiercie